# Carlos Zurita
Carlos Zurita y Delgado, duc consort de Soria et d'Hernani, né le 9 octobre 1943 à Antequera en Espagne, est un médecin et aristocrate espagnol. Époux de l'infante Margarita et beau-frère du roi Juan Carlos, c'est un médecin membre de la Real Academia Nacional de Medicina.

## Biographie
Carlos Zurita est à la tête de plusieurs organisations à caractère culturel : la Fundación Cultural Duques de Soria (qui vise à défendre la langue et la culture espagnole), la Federación Española de Amigos de Museos et la Fundación de Amigos del Museo del Prado.